# Alexandre Antigna

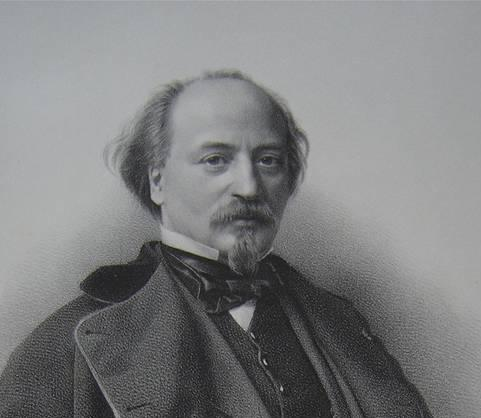
Alexandre Antigna.

Alexandre Jean Pierre Antigna, född 7 mars 1817, död 26 februari 1878, var en fransk konstnär.
Antigna var elev till Paul Delaroche. Han ägnade sig först åt historiemålning men övergick 1846 till genremåleriet och skapade en mängd dystra bilder ur de lägre klassernas liv. Senare utförde han även genrer av gladare, fast något känslosamt innehåll.

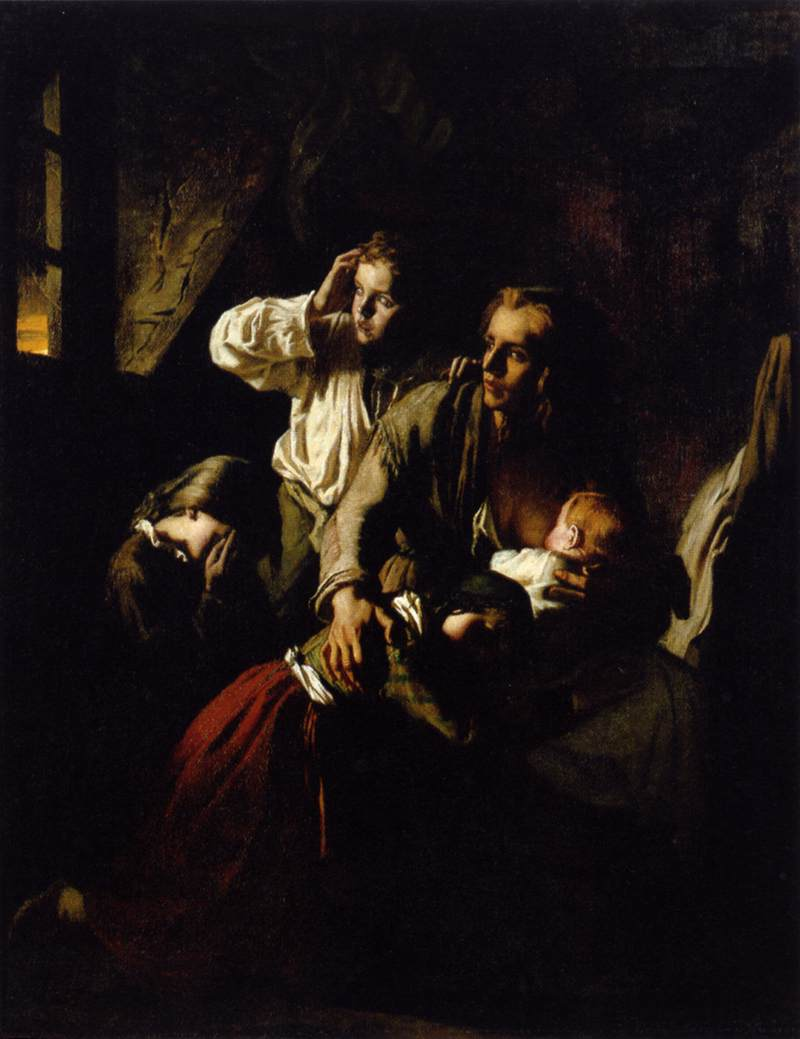
Blixten, 1848
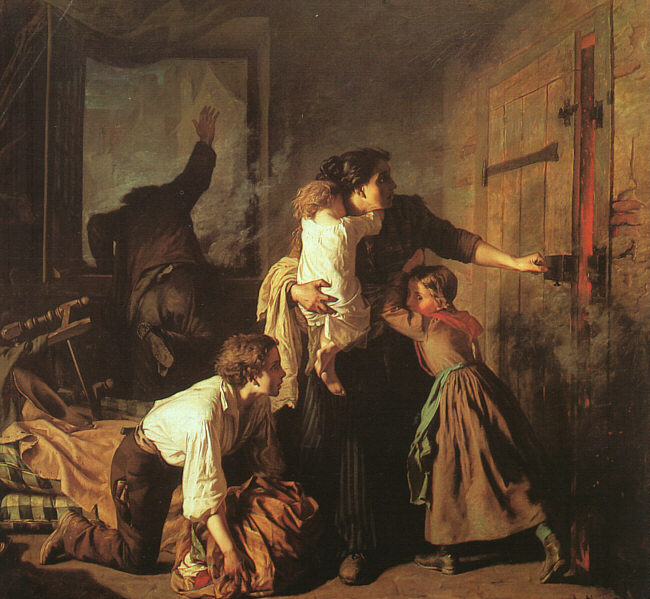
Brande, 1850–51
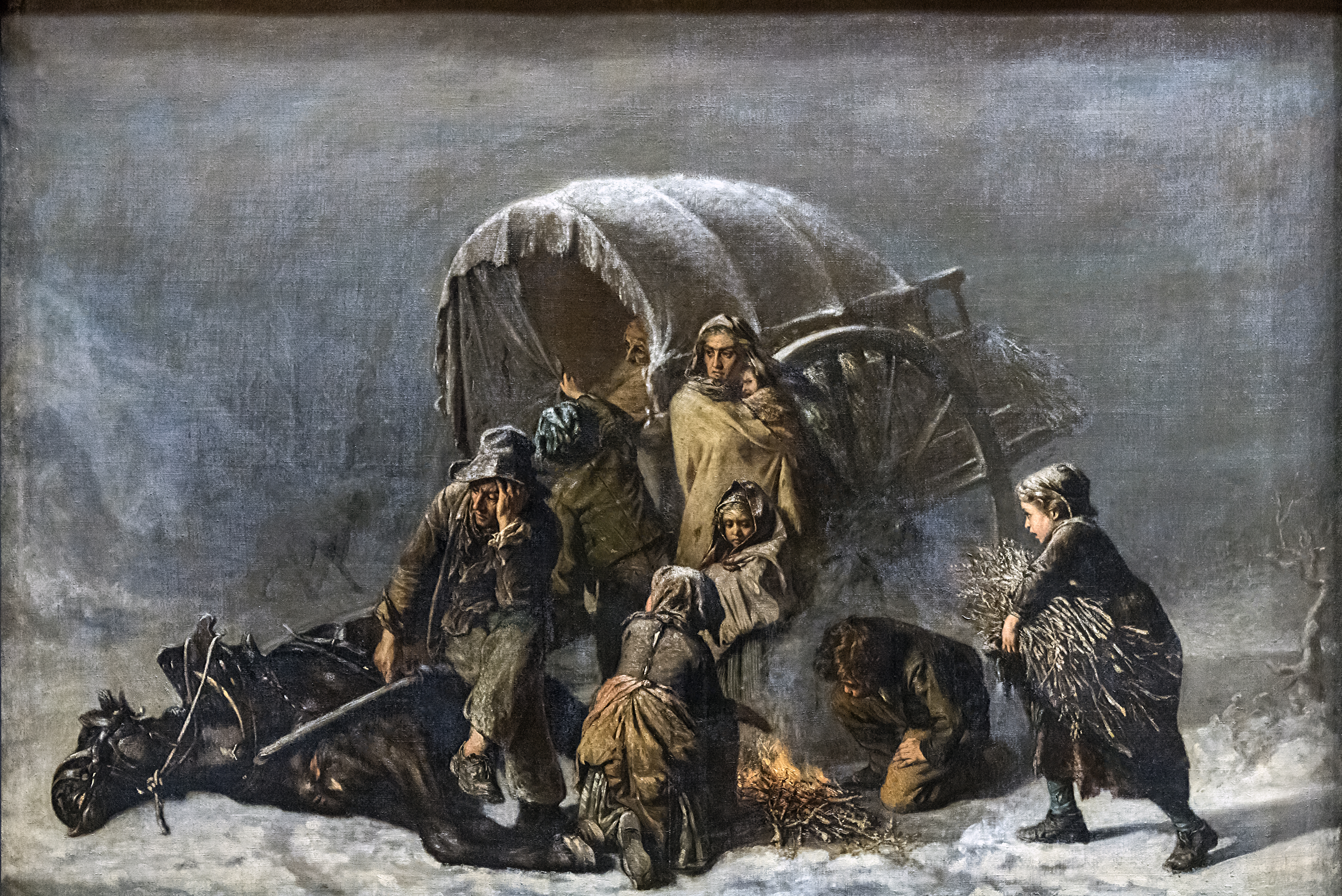
Det tvingade stoppet 1855